# Alonzo Henderson
Alonzo Henderson (ur. 22 grudnia 1955) – irlandzki judoka. Olimpijczyk z Moskwy 1980, gdzie zajął dwunaste miejsce w wadze lekkiej.
Piąty na mistrzostwach świata w 1979 roku. Uczestnik zawodów.

## Letnie Igrzyska Olimpijskie 1980
| Konkurencja | Eliminacje              | Klas. końcowa |
| Konkurencja | Przeciwnik I            | Miejsce       |
| ----------- | ----------------------- | ------------- |
| 71 kg       | Niokhor Diongue (SEN) P | 12.           |